# Championship Manager 2001/02
Championship Manager 2001/02 is een voetbalmanagementspel in de Championship Manager-reeks van Sports Interactive. Het spel is uitgebracht in oktober 2001. Aanvankelijk was het spel alleen voor de PC bedoeld, maar in april 2002 werd Championship Manager 2001/02 ook voor de X-Box uitgebracht. Sinds 2008 is dit spel gratis te downloaden. Tweemaal per seizoen wordt de database nog geüpdatet door een groep vrijwilligers, deze updates zijn ook gratis te downloaden. De laatste update is van oktober 2022.   

## Nieuwe mogelijkheden
Naast de database, die weer geüpdatet werd naar het nieuwe seizoen, waren er ook een aantal andere updates doorgevoerd ten opzichte van de voorganger. Zo werd in deze versie van Championship Manager het nieuwe transfersysteem van de EU geïntroduceerd. Een andere verbetering was dat eigenschappen van spelers niet zichtbaar zijn als de manager de spelers niet kent.
Verder is het in dit spel voor het eerst mogelijk om onder andere aantekeningen te maken over spelers, spelers laten verzorgen en er is ook extra media aandacht en meer mogelijkheden om met de media te communiceren.

## Speelbare competities
Championship Manager 2001/02 bevat ongeveer honderd speelbare competities in zesentwintig landen. Met de laatste update erbij is tevens de Koreaanse K-League te spelen. De volledige lijst van landen waaruit competities kunnen worden geselecteerd staat hieronder:

### Europa
- België
- Denemarken
- Duitsland
- Engeland
- Finland
- Frankrijk
- Griekenland

- Ierland
- Italië
- Kroatië
- Nederland
- Noord-Ierland
- Noorwegen
- Polen

- Portugal
- Rusland
- Schotland
- Spanje
- Turkije
- Wales
- Zweden

### Rest van de wereld
- Argentinië
- Australië

- Brazilië
- Japan

- Zuid-Korea
- Verenigde Staten